# Генич, Константин Михайлович
Константи́н Миха́йлович Ге́нич (род. 3 января 1978, Иркутск) — российский футбольный журналист и телекомментатор, ранее — футболист. 
Карьеру футболиста закончил в 2005 году, с 2006 по 2015 год работал на телеканале «НТВ-Плюс». В 2013—2014 годах сотрудничал с «Первым каналом», где был комментатором чемпионата мира по футболу 2014 года. В 2015 году совместно с Георгием Черданцевым принял участие в озвучке компьютерной игры FIFA 16. С 2015 года работает на телеканале «Матч ТВ».

## Биография

### Карьера футболиста
В 6 лет начал играть в футбол в школе московского «Динамо», где получил двойной перелом ноги. В 9 лет перешёл в СДЮШОР московского «Спартака». Играл в Третьей лиге в спартаковском дубле и московском «Монолите». В 1995 году также выступал за люберецкий «Торгмаш».
Не пройдя в основной состав «Спартака», сезон 1998 года провёл в латвийском «Вентспилсе», затем вернулся в Россию и 2,5 сезона отыграл в ФК «Химки». Выйдя вместе с командой в 2000 году в Первый дивизион (в 2000 году стал лучшим бомбардиром зоны «Центр» — 18 мячей, также забил 4 мяча в кубке), концовку первенства-2001 провёл в клубе «Псков-2000». Дважды безуспешно пытался заключить контракт с клубами высшего дивизиона — раменским «Сатурном» (в межсезонье 1999—2000) и «Торпедо» (2000—2001).
Первую половину 2002 года играл в израильском «Маккаби Ахи» из Назарета, затем оказался в пермском «Амкаре» из первого дивизиона. 1 ноября 2003 года забил один из 2 забитых голов в ворота воронежского «Факела», который позволил «Амкару» выйти в Премьер-лигу в 2004 году. 25 мая 2004 года Генич получил травму: футболист оступился на ровном месте — произошёл разрыв крестообразной связки в товарищеской игре с тульским «Арсеналом», не провёл за главную команду ни одного матча в Высшем дивизионе и в начале 2006 года принял решение завершить футбольную карьеру.

### Работа в СМИ
С 2006 по 2015 год работал журналистом и телекомментатором на канале «НТВ-Плюс».
До февраля 2011 года вёл передачу «Вне игры» на радио «Спорт». В 2013 году вернулся на это радио.
14 августа 2013 года был приглашён на «Первый канал» в качестве комментатора отборочного матча чемпионата мира с участием сборных Северной Ирландии и России, в 2014 году на том же канале комментировал матчи чемпионата мира и матч-открытие стадиона «Спартака» «Открытие Арена». Также комментировал финал Лиги чемпионов 2014 года.
В 2015 году принял участие в озвучке компьютерной игры FIFA 16 (совместно с другим комментатором Георгием Черданцевым), а также в дубляже аргентинского мультфильма «Суперкоманда» (2013). Снялся в роли самого себя в телесериале канала СТС «Большая игра» (2018).
C ноября 2015 года работает на телеканале «Матч ТВ». На этом канале в июне 2016 года комментировал матчи Чемпионата Европы во Франции, а в июне-июле 2018 года — и чемпионата мира в России.
5 декабря 2019 года принимал участие, как сотрудник телеканала «Матч ТВ», в ежегодном разговоре с председателем правительства РФ Дмитрием Медведевым.
Постоянный резидент YouTube-проекта «Коммент. Шоу». Вместе с Нобелем Арустамяном, Романом Гутцайтом и Денисом Казанским беседует с популярными футболистами и тренерами.
В апреле 2023 года стал главным тренером футбольной команды «Матч ТВ», которая принимает участие в Медиалиге. В июне 2024 года покинул пост. Как полевой игрок забил свой первый гол 31 мая 2025 года.

#### Критика
14 июля 2024 года Генич и Дмитрий Шнякин комментировали финал чемпионата Европы по футболу 2024 года на «Матч ТВ». В перерыве матча журналистка Алёна Долецкая написала в своём Telegram-канал: «Умоляю, увольте комментаторов Генича и Шнякина — это позор для футбола, русской речи и оскорбление для ушей». В том числе Долецкую возмутили уничижительные клички, которые Шнякин и Генич давали футболистам («пенсионер в сандалиях Гермеса», «ананасоголовый», «макарошки на голове»). Слова Долецкой вызвали общественный резонанс. К критике комментаторов «Матч ТВ» присоединился экономист Никита Кричевский: он заявил, что болельщики начали смотреть футбол на платной онлайн-платформе «лишь бы не слышать вашего словесного поноса». Генич отреагировал на критику Долецкой комментарием: «Докопаться до мышей — мелочь в сыром подвале. По сравнению с этой великой мадам». Он выразил мнение, что репортаж с финала Евро-2024 был «топовый» и они получат за него «ТЭФИ».

### Личная жизнь
Женат вторым браком. От первого брака сын, от второго брака две дочери — Мария и Анна (2013).
В январе 2024 года заявил, что потерял в общей сложности 15-20 млн рублей на ставках на спорт, но отрицал, что страдает лудоманией.